# 日向神峡

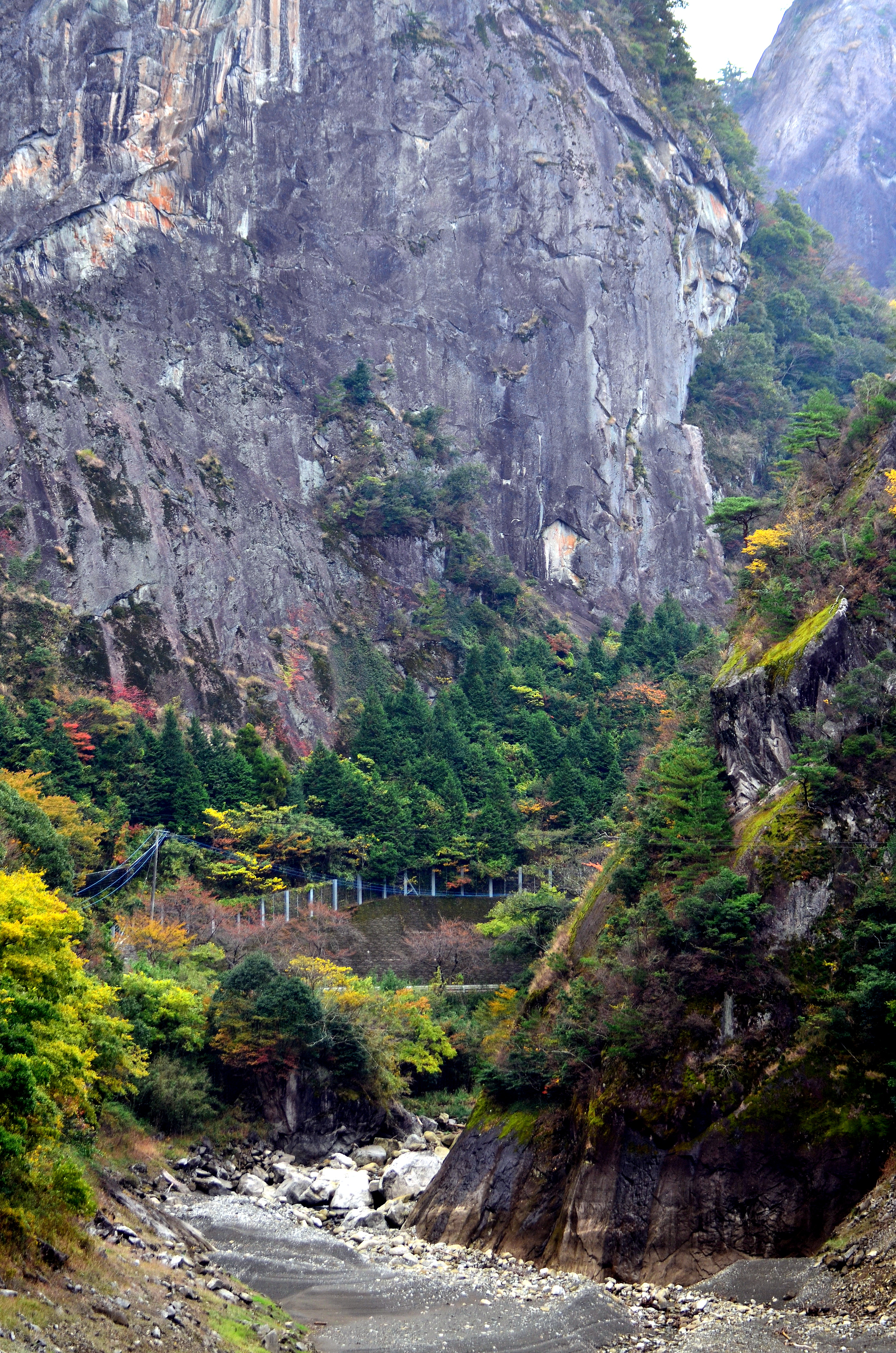
日向神峡

日向神峡（ひゅうがみきょう）は、福岡県八女市にある矢部川の渓谷。
火山岩を浸食して形成された渓谷で、一帯には正面岩、蹴洞岩（けほぎいわ）、七福神に準え名付けられた岩など規模の大きい奇岩、奇峰が散見される。以前は一帯に奇岩が見られ、日向の神々がその美しさに見とれ降り立ったという伝説が残るほど九州有数の風光明媚な景勝地であったが、日向神ダム建設によって大きく姿を変えてしまっている。
現在は景勝地としての観光目的よりグリーンパル日向神峡を拠点として、キャンプ、カヌーなどレジャー、レクリエーション目的の来訪者が多い。また、ダム湖畔には桜が植樹され、日向神の千本桜として県内有数の桜の名所になっている。

## 交通アクセス
- JR九州鹿児島本線羽犬塚駅から堀川バス矢部行きに乗車し「ダム入口」下車。
- マイカーの場合、九州自動車道八女インターチェンジから約30km。